# Эсейса (муниципалитет)
Муниципалитет Эсейса  (исп. Partido de Ezeiza) — муниципалитет в Аргентине в составе провинции Буэнос-Айрес.
Территория — 223 км². Население — 163722 человек. Плотность населения — 734,08 чел./км².
Административный центр — Эсейса.

## География
Департамент расположен на северо-востоке провинции Буэнос-Айрес.
Департамент граничит:
- на северо-западе — c муниципалитетом Ла-Матанса
- на востоке — с муниципалитетом Эстебан-Эчеверрия
- на юго-востоке — с муниципалитетом Сан-Висенте
- на юго-западе — с муниципалитетом Каньюэлас

## Важнейшие населенные пункты[2]
| № | Населённый пункт | Населённый пункт (исп.) | Категория   | Население чел. (2010) | На карте                        |
| - | ---------------- | ----------------------- | ----------- | --------------------- | ------------------------------- |
| 1 | Эсейса           | Ezeiza                  | агломерация | 162475                | 34°51′19″ ю. ш. 58°31′29″ з. д. |

#### Агломерация Эсейса
- входит в агломерацию Большой Буэнос-Айрес

| № | Населённый пункт                 | Населённый пункт (исп.)         | Категория | Население чел. (2001) | На карте                        |
| - | -------------------------------- | ------------------------------- | --------- | --------------------- | ------------------------------- |
| 1 | Эсейса                           | Ezeiza                          | город     | —                     | 34°51′19″ ю. ш. 58°31′29″ з. д. |
| 2 | Тристан-Суарес                   | Tristán Suárez                  | город     | 27486                 | 34°53′26″ ю. ш. 58°34′02″ з. д. |
| 3 | Ла-Уньон                         | La Unión                        | город     | 24293                 | 34°52′18″ ю. ш. 58°32′38″ з. д. |
| 4 | Карлос-Спегаччини                | Carlos Spegazzini               | город     | 18820                 | 34°54′37″ ю. ш. 58°35′38″ з. д. |
| 5 | Каннинг-Оэсте                    | Canning Oeste                   | город     | 8595                  | 34°51′52″ ю. ш. 58°30′19″ з. д. |
| 6 | Аэропуэрто-Интернасьональ-Эсейса | Aeropuerto Internacional Ezeiza | город     | 4078                  | 34°47′37″ ю. ш. 58°31′40″ з. д. |